# Incrucipulum
Incrucipulum is een geslacht van schimmels in de familie Lachnaceae. De typesoort is het langharig franjekelkje (Incrucipulum ciliare).

## Soorten
Volgens Index Fungorum telt het geslacht 10 soorten (peildatum november 2023):
| Soortnaam                                     | Auteur(s)                     | Publicatiejaar |
| --------------------------------------------- | ----------------------------- | -------------- |
| Incrucipulum ciliare (Langharig franjekelkje) | (Schrad. ex J.F. Gmel.) Baral | 1985           |
| Incrucipulum densiseptatum                    | (Raitv. & R. Galán) Raitv.    | 2006           |
| Incrucipulum foliicola                        | Tochihara                     | 2019           |
| Incrucipulum hakonechloae-macrae              | Tochihara                     | 2019           |
| Incrucipulum pseudosulphurellum               | Tochihara                     | 2019           |
| Incrucipulum saccardoi                        | (Raitv. & Sacconi) Raitv.     | 2006           |
| Incrucipulum sinegoricum                      | (Raitv.) Raitv.               | 2007           |
| Incrucipulum sulphurellum                     | (Peck) Baral                  | 1985           |
| Incrucipulum uralense                         | (Chleb.) Chleb. & Suková      | 2005           |
| Incrucipulum virtembergense                   | (Matheis) Baral               | 1985           |